# جواذر
الجواذر أو أو جذريات الأرجل أو جذريات الأقدام أو جذريات الساق (الاسم العلمي: Rhizopoda) هي صف من الطلائعيات تتبع الشعيبة الجبائل.

## التصنيف
- الفصية
  - الأميبيات الطويلة
    - الأميبيات الوسطية